# Oreina bidentata
Oreina bidentata es una especie de insecto coleóptero de la familia Chrysomelidae.
Fue descrita científicamente en 1981 por Bontems.